# Ulrich Baehr

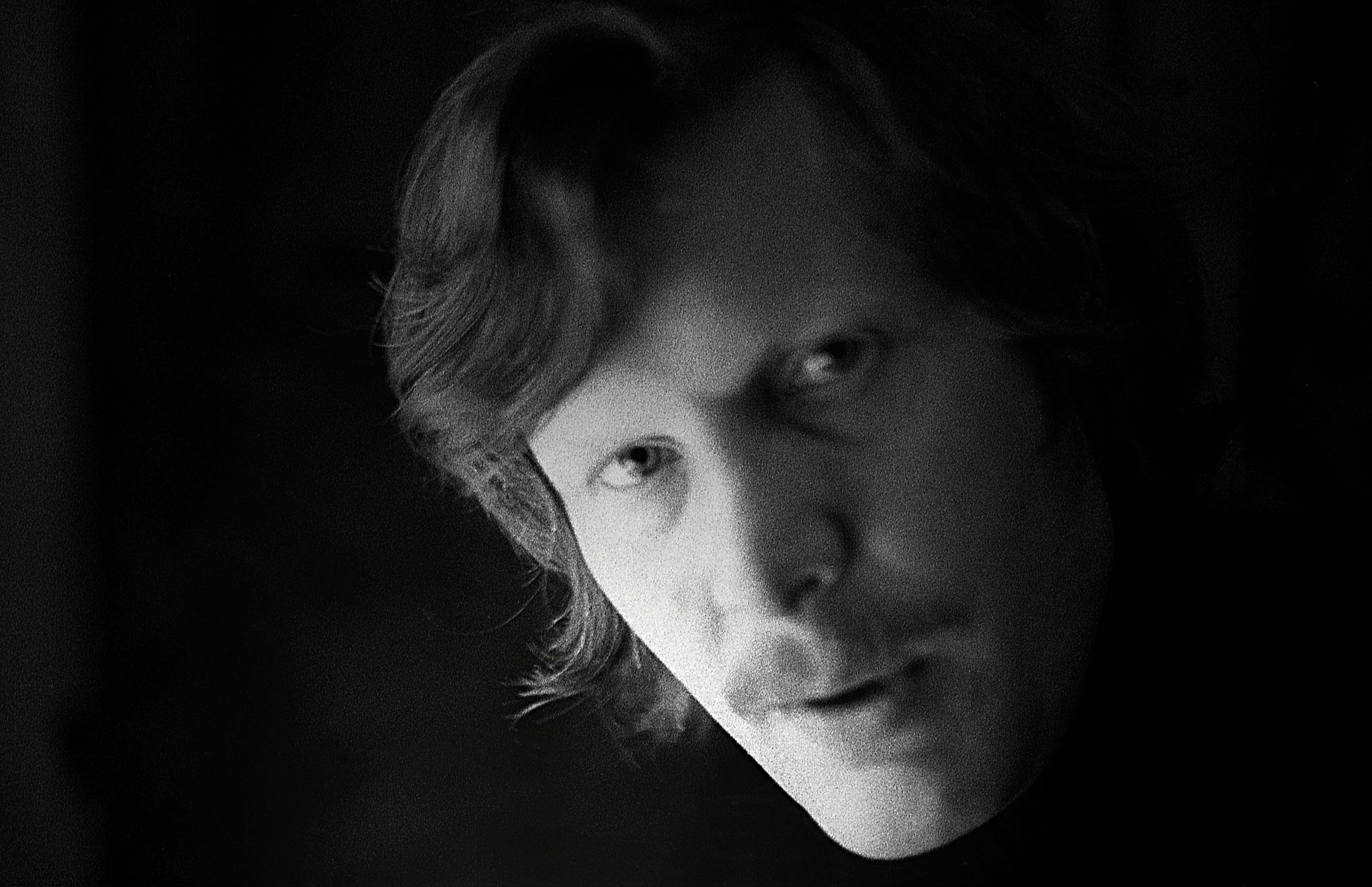
Ulrich Baehr (1975)

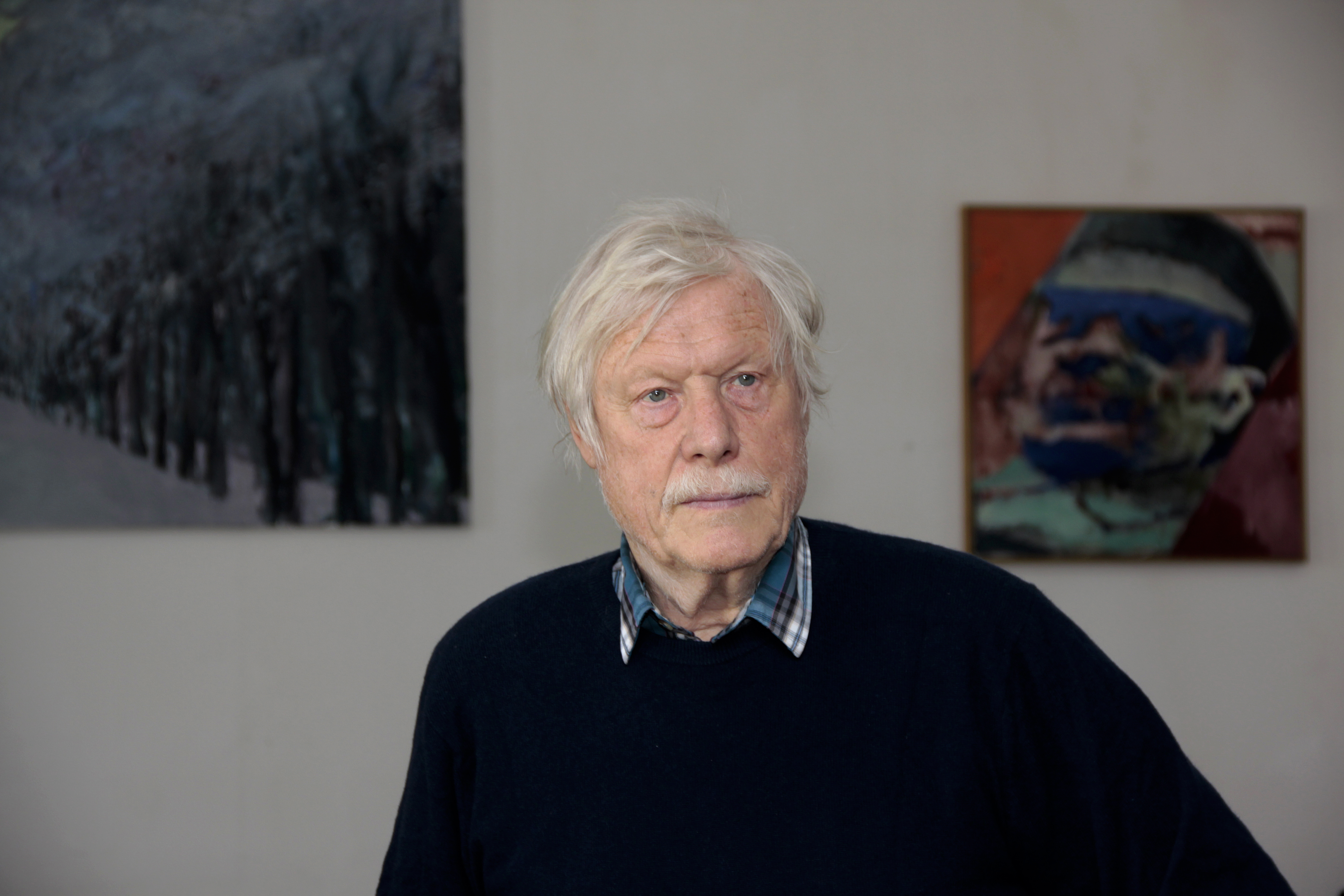
Ulrich Baehr (2013)

Ulrich Baehr (* 31. März 1938 in Bad Kösen) ist ein deutscher Maler.

## Leben
1958 machte Baehr sein Abitur am Gymnasium Carolinum in Osnabrück. Von 1958 bis 1965 studierte er an der Staatlichen Hochschule für Bildende Künste Berlin und Germanistik an der Freien Universität Berlin. Von 1962 bis 1963 hatte er ein Stipendium der Gustav-Stresemann-Stiftung für die Ecole des Beaux-Arts in Paris. 1964 wurde er Meisterschüler bei Werner Volkert. Baehr war Gründungsmitglied der Galerie Großgörschen 35. 1966 heiratete er die Malerin Bettina von Arnim. Aus der Ehe gingen zwei Töchter hervor. Von 1968 bis 1970 war er Dozent an der Staatlichen Hochschule für Bildende Künste in Braunschweig. Seit 1970 ist Baehr Mitglied des Deutschen Künstlerbundes. 1972 war er neben Peter Sorge, Wolfgang Petrick, Klaus Vogelgesang und Maina-Miriam Munsky Gründungsmitglied der Gruppe Aspekt, die bis 1978 bestand. 1975 hatte er ein Atelier im Künstlerhaus Bethanien in Berlin. 1986 hatte er eine Gastprofessur an der Hochschule der Künste Berlin. 1987 hatte Baehr eine Professur für Malerei und Kunst im öffentlichen Raum an der Fachhochschule Hannover im Fachbereich Bildende Kunst.

## Werk
Bereits in den 1960er Jahren behandelte Baehr in seiner Malerei Themen mit politischen bzw. zeithistorischen Bezügen. Es entstanden sogenannte „Historienbilder“, die mit Mitteln der amerikanischen Pop Art Ereignisse und Personen aus der jüngeren Vergangenheit ironisch-kritisch darstellen. Im Anschluss entstanden bemalte Skulpturen, die „Deutschen Torsi“, die die Körpersprache von Machthabern wie Adolf Hitler oder Josef Stalin, aber auch von Filmhelden wie Gary Cooper oder John Wayne, im Ausschnitt und vergrößert zur Schau stellten. Als Zeitzeuge beobachtet und bearbeitet Baehr in seinem Atelier am Checkpoint Charlie die rapiden Veränderungen der Stadt, besonders nach dem Fall der Mauer, in großformatigen Aquarellen und Ölbildern wie „Good -Bye Charlie“, 1991, Galerie Poll, Berlin; oder „KranZeit“, 1998, Stadtmuseum Ludwigshafen.
„Zu Beginn des neuen Jahrtausends hat Baehr noch einmal einen großen Zyklus begonnen, der Malerei und Geschichte gleichermaßen zum Gegenstand hat“. Die Serie „Das 20. Jahrhundert“ zeigt großformatige Leinwände, die anhand von Schiffskatastrophen das Scheitern der Ideologien und Machtsysteme der vergangenen Epoche zum Thema hat. Auch in den scheinbar idyllischen Gemälden der märkischen Landschaft wie „Krieg im Unterholz“ von 2015, je 120 × 150 cm, scheint der zeithistorische Hintergrund auf, etwa in den inzwischen überwucherten Relikten der sowjetischen Armeestützpunkte in der ehemaligen DDR.

## Auszeichnungen
- 1980–1981 Stipendium für das PS 1, New York
- 1984 Otto-Nagel-Preis der Berliner Sparkasse
- 2001 Kunstpreis der SPD-Fraktion des Niedersächsischen Landtages
- 2006 Deutscher Kritikerpreis

## Einzelausstellungen (Auswahl)
- 1964: Großgörschen 35, Berlin
- 1966: Großgörschen 35, Berlin
- 1966: Galerie Tobies & Silex, Köln
- 1968: Städtisches Museum, Osnabrück
- 1971: Galerie Werkstatt, Bremen
- 1975: Galerie am Savignyplatz, Berlin
- 1977: Wohin mit den Händen? , Künstlerhaus Bethanien, Berlin, Kunstverein in Hamburg, Kunstschau Böttcherstraße, Bremen
- 1982: Haus am Waldsee, Berlin
- 1982: Galerie von Loeper, Hamburg
- 1986: Städtisches Museum Göttingen
- 1988: Staatliche Kunsthalle, Berlin
- 1990: Goethe-Institut, Algier
- 1991: Good-Bye, Charlie, Galerie Poll, Berlin
- 1992: Kunstverein, Lüneburg
- 1998: KranZeit, Stadtmuseum Ludwigshafen
- 1999: Palmen statt Kräne, Schering-Kunstverein, Berlin
- 2006: Das 20. Jahrhundert, Kunstverein Emsdetten
- 2010: Landschaft, Museum Romanisches Haus Bad Kösen/Naumburg
- 2013: Ulrich Baehr–Malerei, Kunstverein Osterholz
- 2014: Die Historienbilder, Kunststiftung Poll, Berlin

## Gruppenausstellungen (Auswahl)
- 1965: Junge Stadt sieht junge Kunst, Wolfsburg
- 1967: Neuer Realismus, Haus am Waldsee, Berlin; Kunstverein Braunschweig; Kunstzentrum Hamburg
- 1970: Zeitgenossen, Ruhrfestspiele Recklinghausen
- 1973–1974: Prinzip Realismus, Akademie der Künste, Berlin; Freiburger Kunstverein, Kunstverein München, Göteborg Kunstmuseum, Kunsthalle Lund, Kunstverein Oslo, Kunstverein Bergen, Badischer Kunstverein, Goethe-Institute in Griechenland, Italien und Jugoslawien
- 1974: Prinzip Realismus, Galerie Arte Arena, Zürich und Lausanne
- 1976: Körpersprache, Haus am Waldsee, Berlin und Kunstverein Frankfurt am Main
- 1977: Berlin Now, New School of Social Research, New York
- 1977: Aspekt Großstadt, Künstlerhaus Bethanien Berlin, Kunstverein Hannover, Kunstverein Frankfurt am Main, Kunstverein München, Edinburgh Festival, Roundhouse Gallery London
- 1977: Zeichnungen von Realisten, Galerie Poll, Berlin
- 1978: Ugly Realism, ICA London
- 1978: Fünf Berliner Realisten, Städtisches Museum, Lübeck
- 1978: Westberliner Realisten, Kunsthalle Rostock, Kunsthalle Moskau, Elephanten Press Galerie Berlin
- 1981: Berlin realistisch, Berlinische Galerie, Berlin
- 1983: Wege zur Diktatur, Staatliche Kunsthalle Berlin und Kunsthalle Recklinghausen
- 1986: Kunst in Berlin 1870 bis heute, Berlinische Galerie, Berlin
- 1986: Mythos Berlin Concepte, Goethe-Institute Amsterdam, Paris, Strasbourg, Nancy
- 1988: Stationen der Moderne, Martin-Gropius-Bau, Berlin
- 1989: 40 Jahre Kunst in der Bundesrepublik, Oberhausen, Berlin, Rostock
- 1991: Herbstausstellung, Kunstverein Hannover
- 1991: Interferenzen, Riga, St. Petersburg
- 1998: Großgörschen hat Geburtstag, Galerie Poll, Berlin
- 1999: Ausgewählt, Bundeskunsthalle, Bonn
- 2006: Berlin im Bild, Stadtmuseum Berlin
- 2006: 10 Jahre Villa Aurora, Martin-Gropius-Bau, Berlin
- 2008: Deutsche Kunst im Kalten Krieg, Germanisches Nationalmuseum, Nürnberg; Deutsches Historisches Museum, Berlin
- 2010: Hitler und die Deutschen, Deutsches Historisches Museum, Berlin
- 2011: Realismus in Deutschland, Museum Pforzheim
- 2014: Großgörschen 35, Haus am Kleistpark, Berlin
- 2015: West:Berlin, Ephraim-Palais, Berlin

## Arbeiten in öffentlichen Sammlungen
- Bundeskunstsammlung
- Stadtmuseum Landeshauptstadt Düsseldorf
- Neue Nationalgalerie, Berlin
- Städtische Galerie Wolfsburg
- Berlinische Galerie, Berlin
- Haus der Geschichte, Bonn
- Stiftung Stadtmuseum Berlin
- Zeitgeschichtliches Forum Leipzig
- Sprengel Museum Hannover
- Sammlung der NordLB, Hannover
- Schering Stiftung, Berlin
- Willy-Brandt-Haus, Berlin

## Monografien
- Ulrich Baehr. Historienbilder. Portraits und Idole. Mit Texten von Thomas Kempas, Heinz Ohff, Wieland Schmied. Haus am Waldsee, Berlin 1982.
- Ulrich Baehr. Bilder und Aquarelle 1980-1986. Mit einem Text von Bernhard Schulz. Katalog zur Ausstellung in der Galerie Apex Göttingen und im Städtischen Museum Göttingen vom 15. Juni  bis 20. Juli 1986, Göttingen 1986.
- Ulrich Baehr 1964–1988. Mit Texten von Eckhart Gillen, Eberhard Roters, Wieland Schmied, Bernd Weyergraf. Katalog zur Ausstellung in der Staatlichen Kunsthalle Berlin vom 17. Oktober bis 16. November 1988, Berlin 1988.
- Ulrich Baehr. Lenins Schlaf / KranZeit. Mit einem Text von Eckhart Gillen. Katalog zur Ausstellung vom 20. Feber  bis 5. April 1995 in der Galerie Poll. POLLeditionen, Band 43, Berlin 1995.
- Ulrich Baehr. Mit einem Text von Lothar Romain. Niedersächsische Lottostiftung, Hannover 2002, ISBN 3-00-010649-9.
- Ulrich Baehr. KranZeit. Aquarelle. NordLB, Hannover 2003.
- Ulrich Baehr. Das 20. Jahrhundert. Mit einem Text von Eckhart Gillen. Stiftung St. Matthäus, Berlin 2005.
- Ulrich Baehr. Landschaft – unterwegs in Licht und Schatten. Mit einem Text von Sibylle Badstübner-Gröger. Katalog zur Ausstellung im Zentrum für Umweltkommunikation der DBU, Osnabrück 2010.